# 包树棠
包树棠（1902年—1981年），字伯蒂，号笠山，男，福建上杭人，中国古典文学研究家，曾任福建师范学院教授。